# 原不二夫
原 不二夫（はら ふじお、1943年 - ）は、日本の東洋史学者。

## 略歴
長野県諏訪郡玉川村（現・茅野市）出身。1962年長野県諏訪清陵高等学校卒業。1967年東京大学経済学部卒業、アジア経済研究所入所。1999年南山大学外国語学部教授。2012年同大学定年退職。マラヤ大学客員教員、厦門大学客員教員。

## 著書
- 『英領マラヤの日本人』1986年
- 『忘れられた南洋移民: マラヤ渡航日本人農民の軌跡』1987年
- 『Malayan Chinese and China』1997年
- 『マラヤ華僑と中国: 帰属意識転換過程の研究』2001年
- 『未完に終わった国際協力: マラヤ共産党と兄弟党』2009年
- 『The Malayan Communist Party as Recorded in the Comintern Files』2017年
- 『反面教師として読んだ『文章読本』』2019年

## 参照
- 「長野県人物・人材情報リスト」日外アソシエーツ 2019年